# Navarro-aragonais
Pour les articles homonymes, voir Navarro (homonymie).

Le navarro-aragonais était une langue romane parlée dans la vallée de l'Èbre durant le Moyen Âge. La région se réduit maintenant aux Pyrénées aragonaises, où est parlé l'aragonais, à la Rioja, à la Ribera de Navarre, l'Aragon et les comarques hispanophones de la Communauté valencienne et leurs dialectes respectifs.
Elle trouve ses origines dans le latin vulgaire, sur un substrat basque prononcé. Les linguistes donnent le nom de navarro-aragonais à cette langue pour son époque médiévale, au moment où elle englobe les langues romanes aragonaise, navarraise, et celle de la Rioja qui en sont issues. La classification des langues situe parfois le navarro-aragonais dans le groupe Pyrénéen-Mozarabe.

## Les origines
L'expansion du Royaume de Navarre sur les terres musulmanes et chrétiennes repeupla les terres ainsi conquises d'une population chrétienne avec la langue qu'elle parlait. L'annexion par le Royaume de Navarre des comtés aragonais impliqua une influence importante du navarro-aragonais sur les territoires postérieurs de la Couronne d'Aragon. Les premières traces écrites de la langue figurent sur les Glosas Emilianenses (fin Xe ou début XIe siècle) qui se trouvent au Monastère de San Millán de la Cogolla (La Rioja)
Le navarro-aragonais est l'évolution du latin vulgaire dans la zone comprise entre la Rioja Alta et Ribagorce (comarque de la province de Huesca), zone sous influence basque. La langue de Sobrarbe est une langue romane sans diphtongaison, comme on peut le voir dans un document du XIe siècle, dans les Orígenes del Español de Ramón Menéndez Pidal.
L'existence de Cerretains (Vascons) occidentaux dans les Pyrénées centrales est attestée par des sources islamiques des VIIIe et IXe siècles, à cette époque ils existaient en tant que peuple différencié, selon G. Fatás en Ibn Hayyan, "Muqtabas"; Al'Udri, "Tarsi". Dans ces sources on trouve des références à la terre des Certaniyyin ou Sirtaniyyin, c'est-à-dire les habitants de la terre Certana (actuelle Cerdagne). On peut localiser le lieu quand dans les mêmes sources on parle du río Gállego qui prend sa source dans les montagnes des dites terres.
D'un autre côté, la Chanson de Roland, quand elle se réfère à l'épisode connu de Charlemagne, nous permet de déduire que les troupes musulmanes qui viennent à leur rencontre, le font en suivant la voie romaine de Saragosse au Béarn, voie qui traverse la terre cerretaine et le col de Siresa.
Parmi les éléments préromans, la composante celte de l'aragonais actuel est minoritaire par rapport à la composante basque, et parfois il faut se référer au gaulois plutôt qu'au celtibère : bruco (bruyère), arañón (prunelier), artica, borda (écurie), garmo (pré de montagne), garra (griffe). Ces éléments vascons viennent de Vasconie après avoir traversé la barrière des Pyrénées.

## L'expansion médiévale puis son recul

### L'expansion médiévale
Lors de la reconquête, le navarro-aragonais s'étendit vers le sud par la vallée de l'Èbre. On le parla un temps à l'est de Soria (en coexistence avec le castillan), dans presque toute la province de Saragosse, presque toute celle de Teruel, dans des comarques de l'intérieur de Castellón (Alto Palancia et Alto Mijares) et de l'intérieur de Valence, dans le Canal de Navarrés de capitale Enguera, zone repeuplée de navarrais. Sur la côte de Valence c'est le catalan qui s'imposa. Il est aussi envisageable qu'il y eut des enclaves de langue aragonaise dans le Royaume de Murcie. Parmi les locuteurs issu du repeuplement, les aragonais se trouvèrent en contact avec des langues semblables, d'autres avec d'autres langues romanes ou mozarabes, ou muladies. Selon la tradition, ce fait amena la perte de nombreux traits originels et facilita la castillanisation ultérieure. Comme on a pu le voir avec la sonorisation des sourdes intervocaliques à l'époque de Alphonse Ier d'Aragon, mais à un niveau moindre que ce que l'on pensait, le mozarabe de la vallée de l'Èbre était similaire au navarro-aragonais (s'il n'était même une branche de celui-ci), et la majeure partie des locuteurs non aragonais du repeuplement était occitans et catalans, ce qui ne fit qu'éloigner l'aragonais du castillan. Les restes d'aragonais que nous trouvons à Teruel et Saragosse sont les mêmes que ceux qui sont parlés à Huesca, les exemples de conservations de mots aragonais sont abondants, ainsi que de mots catalans et occitans, tout cela montrant que l'aragonais qui était alors pratiqué au centre et au sud était plus ou moins le même que celui de Huesca en dehors des hautes vallées, où la langue évolua en dialectes propres à chaque vallée.

#### La théorie des Glosas Emilianenses
Certains auteurs, parmi lesquels José Angel Varona Bustamante, avec son œuvre Montes Obarenes, ou Federico Hanssen avec Sobre los pronombres posesivos de los antiguos dialectos Castellanos (1898) (sur les pronoms possessifs des dialectes castillans antiques), ou plus récemment Philippe Wolff (Western Language, AD 100 1300, publié en 1971), stipulent que les Glosas Emilianenses de San Millán de la Cogolla sont écrites non en castillan mais en navarro-aragonais, dans sa variété dialectale de la Rioja. L'un des arguments est que la Rioja ne faisait pas partie du royaume de Castille durant le Xe siècle, lorsque furent écrites les Glosas Emilianenses, et n'y fut incorporée qu'au XIe, siècle au cours duquel commença la castillanisation. Ce fait en soi ne prouve rien, l'expansion politique d'un royaume pouvant ne pas coïncider avec l'extension linguistique d'une langue. De plus, elles montreraient ainsi quelques évolutions phonétiques du navarro-aragonais dans les mots lueco (donc), get (est, ye en aragonais actuel), plicare (arriver), feito (fait), qui ne sont pas propres au castillan (respectivement luego, es, llegar, hecho).

#### Le parler de La Rioja (précastillan)
Ce parler constitua la branche la plus occidentale du navarro-aragonais. La Rioja était une partie du royaume de Navarre et partageait avec elle sa langue romane jusqu'à ce que la conquête castillane lui impose le castillan entre les XIe et XIIIe siècles.
Le dialecte riojan actuel maintient encore certains traits qui remontent à cette époque.

#### Le navarrais
Au sud et à l'est de la Navarre, on parlait navarrais pendant tout le Moyen Âge, en alternance avec le basque et l'occitan venu de l'autre côté des Pyrénées. On peut citer comme exemple un village de Navarre dont le nom navarro-aragonais est Pueyo, qui en castillan aurait été Poyo, dont l'étymologie est le mot latin Podium. Autre exemple, le mot Javier est une castillanisation d'un mot navarrais Xavier, qui lui-même vient du basque Etxe berri, qui signifie maison neuve. En aragonais ça a donné Xabierre puis Chabierre.

#### Le haut-aragonais
Les comtés de la Marche d'Espagne ont une histoire mêlée de légendes à l'époque de Eneko Arista, premier roi de Navarre et semble-t-il comte de Sobrarbe. Au Xe le comté de Sobrarbe fut absorbé par le comté de Ribagorce. Sanche le Grand de Navarre mit à profit les difficultés du territoire, usant de ses droits en tant que descendant de Dadildis de Pailhars, pour réaliser l'annexion en 1016-1019.
Le navarro-aragonais est encore parlé dans quelques villages du Haut-Aragon. S'appelant alors l'aragonais, il est parlé dans le Haut-Aragon, troisième des zones dans lesquelles il pénétra dans le haut Moyen Âge, mais il est aujourd'hui en voie de disparition. De nombreux toponymes préromans sont originaires à une langue du groupe basque. Il est, par exemple, possible que le nom de la Sierra de Guara vienne du basque gora, haut, ou de goi-haran, haute vallée. Quelques différences phonétiques et lexicales entre les Pyrénées occidentales aragonaises et les Pyrénées orientales aragonaises coïncident avec la division de la zone entre jacetanos (de Jaca) et cerretanos dans l'antiquité, deux régions géographiques et historiques distinctes, l'une qui gravite plutôt autour de Jaca et la Navarre, l'autre autour de Barbastro et la Catalogne. À l'ouest on dit pro, baxo, almadía, a ormino, à l'est prou, baixo, nabata, asobén.

### Le recul
À partir du XVe siècle, le navarro-aragonais commence à être remplacé par le castillan en Navarre, Aragon, et dans la province de Castellón. La castillanisation a débuté par la Cour, puis les classes supérieures des grandes villes du centre, comme Saragosse, et de l'est, pour toucher ensuite les classes populaires du centre, de l'est, du sud et des zones de plaines bénéficiant de meilleurs réseaux de communication. Au XVIe les morisques parlaient encore l'aragonais dans les régions du Jalón, de Calatayud. Au XIXe on parlait encore l'aragonais dans toute la province de Huesca, (excepté la frange orientale), et les régions limitrophes de Saragosse. L'aire de répartition de l'aragonais s'est drastiquement réduite et a été dépecée, durant les années 50 et 60 du XXe, quand elle eut cessé d'être enseignée et transmise aux nouvelles générations dans 80 % du peu de territoire qu'il lui restait. Dans quelques vallées, comme la Vallée de Hecho ou Gistain, il est encore possible de trouver des enfants qui parlent aragonais, ces derniers bastions n'étant même pas interconnectés.

## Les restes aujourd'hui
Les mots que le castillan a hérités du navarro-aragonais, avec son équivalent en castillan actuel (et sa traduction en français, avec des manques), sont : fajo (haz, faisceau, gerbe), faja (haza, lopin de terre cultivable), pleito (plecho, ?), sisallo (sisajo, ?), chepa (giba, bosse) et boina (beret). Dans les régions où l'on parle aragonais il y a beaucoup plus de restes lexicaux, on peut sporadiquement voir des toponymes comme le nom Valdefierro, d'un quartier de Saragosse, ce qui n'est pas si fréquent, la plupart des toponymes de langue romane des régions de Saragosse et de Teruel étant mozarabes. D'ailleurs, les mots Zaragoza (Saragosse) et Teruel sont des formes mozarabes. Cette toponymie mozarabe a été peu modifiée par l'aragonais et plus tard, les toponymes, mozarabes comme aragonais, furent castillanisés. Beaucoup des toponymes qui finissent en -e comme Castellote, Tauste, Caspe, Jarque, etc. dans la province de Saragosse, n'avait pas le e final quand on y parlait aragonais.